# Мередит, Леонард
Леонард Льюис Мередит (англ. Leonard Lewis Meredith; 2 февраля 1882, Лондон, Великобритания — 27 января 1930, Давос, Швейцария) — британский велогонщик, чемпион и серебряный призёр летних Олимпийских игр.
В 1907 году стал чемпионом мира в дисциплине гонка за лидером.
На Играх 1908 в Лондоне Мередит соревновался в четырёх дисциплинах. Он стал чемпионом в командной гонке преследования, дошёл до финала заездов на 20 и 100 км и остановился на полуфинале в гонке на тандемах.
На Играх 1912 в Стокгольме Мередит участвовал в двух единственных шоссейных заездах. В индивидуальном он занял четвёртое место, а в командном его сборная заняла второе место и получила серебряные награды.
Через восемь лет на Олимпийских играх 1920 в Антверпене Мередит снова соревновался в этих дисциплинах, но теперь он стал восемнадцатым в индивидуальном первенстве, а его сборная не смогла финишировать в командном заезде.